# Cour permanente de justice internationale
La Cour permanente de Justice internationale (CPJI) est créée en 1922 à la suite de la Première Guerre mondiale, tout comme la Société des Nations à laquelle elle était affiliée. C'est la deuxième instance de recours international existante, la Cour permanente d'arbitrage de La Haye ayant été créée en 1899. Elle est remplacée en 1946, après la Seconde Guerre mondiale, par la Cour internationale de justice (CIJ), un organe de l'ONU.

## Mission et fonctionnement de la Cour permanente de justice internationale
La création d'une juridiction internationale était prévue par l'article 415 du traité de Versailles et par l'article 14 du pacte de la Société des Nations qui chargeait le Conseil de la SDN « de préparer un projet de Cour permanente de justice internationale et de le soumettre aux Membres de la Société. Cette Cour connaîtra de tous différends d'un caractère international que les Parties lui soumettront. Elle donnera aussi des avis consultatifs sur tout différend ou tout point, dont la saisira le Conseil ou l'Assemblée ». Bien que créée à l'initiative de la Société des Nations, qui élisait d'ailleurs ses juges, la Cour permanente ne faisait pas partie de la SDN et le Statut de la CPJI n'était pas intégré au pacte de la Société des Nations.

## Personnel
Les juges composant la Cour permanente de justice internationale étaient élus simultanément mais indépendamment par l'Assemblée et par le Conseil de la Société des Nations, et l'ensemble des juges devait parvenir à représenter les « grandes formes de civilisation et des principaux systèmes juridiques du monde ». La première élection des juges de la CPJI, qui eut lieu le 14 septembre 1921, représentait un grand progrès du droit international étant donné que pour la première fois un tribunal international permanent réussissait à élire ses membres.
Le juge suisse Max Huber fut l'une des figures essentielles du droit international public et de la CPJI et l'italien Dionisio Anzilotti a quant à lui présidé la Cour de 1928 à 1930.

## Bilan
Même si elle a été très décriée, son impact a été fondamental dans la mesure où elle a posé dans de nombreux cas les bases du droit international naissant : les vingt-neuf procès et les vingt-sept avis consultatifs rendus par la Cour permanente de 1922 à 1940 ont effectivement permis de préciser le droit international dans de nombreux domaines alors ambigus. Le caractère novateur de la CPJI vient notamment du fait qu'elle était un tribunal permanent organisé par un Statut et par des règles établies à l'avance, ce qui permettait une certaine homogénéisation et cohésion des décisions de la Cour. De plus, le nombre de pays reconnaissant la CPJI et la diversité des juges, issus de nombreux systèmes juridiques, a fait de la Cour permanente le tribunal le plus représentatif jamais institué jusqu'alors.

### Grands arrêts
- « Affaire Vapeur Wimbledon », 17 août 1923 : théorie volontariste des relations internationales : « quand l'État conclut un traité et s'impose des contraintes, il ne limite pas sa souveraineté mais ne fait que l'appliquer ».
- « Affaire Certains intérêts allemands en Haute Silésie Polonaise », 1925 : « en droit international il n'existe pas de règle du précédent ». « Les lois nationales sont de simples faits au regard du Droit International » : ce que décide un État dans son ordre juridique interne est privé et dénué de toute autorité juridique en droit international.
- « Affaire du Lotus », 7 septembre 1927 : sur l'existence de la coutume internationale et d'une vision volontariste des relations internationales : « les règles de droit qui lient les États, sont le fruit de leur volonté, dans des conventions ou dans les usages acceptés généralement comme consacrant des principes de droit », le Droit International « impose à chaque État d’exclure, sauf l’existence d’une règle permissive contraire, tout exercice de sa puissance sur un autre État ».
- « Affaire Concessions Mavrommatis », 30 août 1924 : la Cour a considéré que les négociations n’étaient pas un préalable à épuiser avant la saisine de la juridiction. Toutefois, le recours aux négociations est un élément important pour circonscrire de manière précise l’objet du différend.
- « Affaire Usine de Chorzów », 1928 : entre le gouvernement d'Allemagne et le gouvernement de Pologne, obligation de réparation lors de la violation d'une obligation de droit international (dans le cas spécifique, violation de la part du gouvernement polonais des dispositions de l'art. 6 et suiv. de la Convention de Genève).